# Cryptovalsa mangrovei
Cryptovalsa mangrovei är en svampart som beskrevs av Abdel-Wahab & Inderb. 1999. Cryptovalsa mangrovei ingår i släktet Cryptovalsa, klassen Sordariomycetes, divisionen sporsäcksvampar och riket svampar.   Inga underarter finns listade i Catalogue of Life.